# 康塞桑-达斯阿拉瓜斯
康塞桑-达斯阿拉瓜斯是巴西米纳斯吉拉斯州的一个市镇。总面积1348.222平方公里，总人口20426人，人口密度15.2人/平方公里。